# مقاطعة بابل
مقاطعة بابل (بالفارسية: شهرستان بابل) هي إحدى مقاطعات محافظة مازندران في إيران. كان عدد سكان المقاطعة سنة 2012 حوالي 495,472 نسمة.

## أعلام
- مسيح علي نجاد